# Daneu
Daneu je redkejši priimek v Sloveniji, ki ga je po podatkih Statističnega urada Republike Slovenije na dan 1. januarja 2010 uporabljalo 41 oseb in je med vsemi priimki po pogostosti uvrščen na 8565. mesto.

## Znani nosilci priimka
- Adi (Aldo) Daneu (*1933), glasbenik, zborovodja
- Danilo Daneu (1915—1988), glasbenik, zborovodja
- Denis Daneu, trobentar ansambla Saše Avsenika
- Ivan Daneu (1870—1932), učitelj, pisec šolskih knjig
- Ivo Daneu (*1937), košarkar
- Jaka Daneu (*1971), košarkar
- Katja Daneu, košarkarica, članica jugoslovanske reprezentance
- Žiga Daneu (*2002), košarkar